# Komádi
Komádi is een plaats (város) en gemeente in het Hongaarse comitaat Hajdú-Bihar. Komádi telt 6055 inwoners (2001).